# Frank Delgado
Frank Delgado (Los Angeles, 29 novembre 1970) è un tastierista e disc jockey statunitense, noto per la sua militanza nel gruppo musicale alternative metal Deftones.

## Carriera musicale
Frank Delgado iniziò a suonare nei Socialist, gruppo di Los Angeles che affiancava i Deftones all'inizio della loro carriera. Questi ultimi gli domandarono di collaborare con lui alla realizzazione di alcuni effetti sonori e campionamenti nei loro brani. Delgado divenne successivamente il turnista dei Deftones a partire dal tour di supporto al secondo album Around the Fur per poi divenire membro permanente a partire da White Pony (2000).
È anche membro dei Decibel Devils insieme a DJ Crook.

## Stile musicale
Al contrario della maggior parte dei DJ rap metal e nu metal, Frank utilizza raramente la tecnica dello scratching e preferisce utilizzare i piatti come un campionatore tramite il quale creare dei suoni più atmosferici e riflessivi. Non si ispira infatti al rap ma a generi più sperimentali come il trip hop, la musica d'ambiente e la darkwave.

## Discografia

### Con i Deftones
- 2000 – White Pony
- 2003 – Deftones
- 2005 – B-Sides & Rarities
- 2006 – Saturday Night Wrist
- 2010 – Diamond Eyes
- 2011 – Covers
- 2012 – Koi no yokan
- 2016 – Gore
- 2020 – Ohms